# Friedrich Mieß
Friedrich Miess (grafiat și Rudolph Friedrich Mieß, n. 21 august 1854, Brașov, Imperiul Austriac – d. 29 mai 1935, Brașov, România) a fost un pictor din Transilvania care s-a remarcat prin contribuția sa la evoluția picturii, cu predilecție în domeniul peisagisticii transilvănene (unde de altfel s-au încadrat și cele mai de succes lucrări pe care le-a făcut). S-a impus printr-un stil plin de claritate și cultivat, precum și prin modul în care a utilizat și a asimilat puternicele influențe ale impresionismului german, fără să părăsească concepția academică. Pictura de natură academică pe care a prestat-o a rămas un exemplu de perseverență și un punct de referință estetică în peisajul artei ardelene a timpului.
Atelierul său din Brașov a devenit centru cultural și locul de întâlnire a celor mai mulți artiști brașoveni care vor juca un rol important în viața artistică transilvăneană.
A fost influențat de pictorul realist Wilhelm Leibl. Picturile sale se află la Muzeul Național din Budapesta, Muzeul Național de Artă al României, Muzeul Brukenthal din Sibiu și Muzeul de Artă din Brașov.

## Biografie

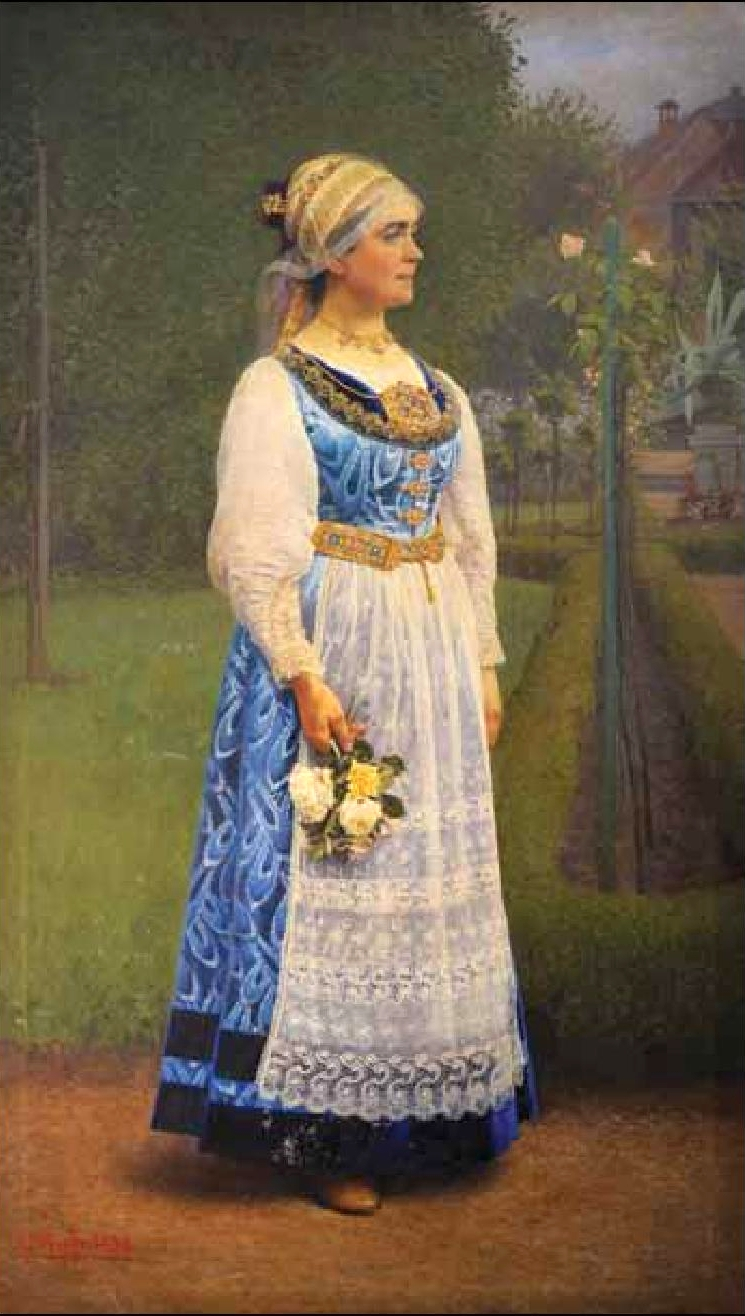
Portret de femeie în port săsesc

Friedrich Mieß s-a născut la 21 august 1854 la Brașov, într-o familie de comercianți. Tatăl se numea Christian Friedrich Mieß și mama sa Josepha Friederike născută Teutsch. Pregătindu-se, inițial, în domeniul comerțului, Mieß începe la vârsta de 31 de ani o carieră artistică și urmează între anii 1883 - 1885 cursurile Academiei de Artă din Viena, trecând imediat la Academia de Artă din München, ale cărei cursuri le termină în anul 1885 la clasa profesorului Johann Caspar Herterich. Aici, în capitala Bavariei, unde mai toți artiștii transilvăneni veneau la studii, Friedrich Mieß ia contact cu operele lui Hans Thoma, Wilhelm Leibl, Max Liebermann, Fritz von Uhde și Max Slevogt. Sub indrumarea profesorilor Gabriel Hackl, Ludwig von Löfftz și Johann Caspar Herterich, Friedrich Miess a urmat o educație de manieră academică strictă.
În perioada 1890 - 1891 face o călătorie în Italia, unde își continuă pregătirea artistică între anii 1894 și 1896 la Cervara di Roma, lucrând în acest timp în atelierul pictorului Robert Wellmann. De altfel, Robert Wellmann a găzduit mai mulți artiști ardeleni veniți la Roma pentru ca să deprindă arta picturii. Acești ani petrecuți la Roma au avut o mare importanță în evoluția artistului, preocupările esențiale ale lui Mieß fiind redarea efectelor de lumină și relaționarea ei cu culoarea. În această perioadă, Friedrich Mieß începe să-și găsească paleta și stilul său propriu, operele sale găsindu-și prospețimea și căldura, totul fiind îmbogățit cu efecte lirice.
După perioada romană, Friedrich Mieß revine la Brașov unde-și deschide un atelier de pictură, el fiind unul dintre primii sași care au trăit profesionist din pictură. Călătorind mai rar, după anul 1894, cu preponderență după 1897, Mieß s-a implicat în viața artistică a orașului Brașov. Interesul său primordial, în spiritul valorilor istorismului, l-a îndreptat către valorificarea pe plan artistic a patrimoniului și a istoriei sașilor transilvăneni. Astfel, artistul Friedrich Mieß face parte din grupul scriitorilor, istoricilor și etnografilor sași al căror efort s-a coagulat în recuperarea moștenirii istorice revelată de monumentele medievale transilvane și valorificarea muzeală a costumelor tradiționale și a obiceiurilor ce au întărit identitatea etnică săsească prin intermediul tradiției. În acest sens, grupul de intelectuali sași era compus din personalități marcante brașovene cum au fost Julius Heinrich Groß, Adolf Meschendörfer, Ernst Kühlbrandt, Oskar Netoliczka, etc.
La Brașov realizează cea mai mare parte a creației sale în pictură și grafică. În scurt timp, atelierul său devine un centru cultural și locul de întâlnire a celor mai mulți artiști brașoveni care vor juca un rol important în viața artistică transilvăneană. Printre aceștia se regăsesc Hans Eder, Walter Teutsch, Eduard Morres, Hans Mattis-Teutsch, Margarete Depner și Ernst Honigberger, pictori care în perioada interbelică au reprezentat un adevărat nucleu de avangardă. O dată cu stabilirea în Brașov a lui Arthur Coulin, Mieß găsește în el un partener adevărat și egal pe plan artistic. Amândoi au constituit un catalizator al tinerilor artiști brașoveni. Ei au fost un nucleu dur care a impus în acele vremuri orașul Brașov ca fiind unul dintre centrele artistice cele mai importante din România interbelică. Între anii 1903 - 1906, Firedrich Mieß a fost promotorul vieții artistice brașovene, organizând la atelierul său cursuri de desen după nud.
Prin spiritul viu, generos, tânăr și receptiv, prin vocația sa pedagogică, Friedrich Mieß se situează în congruență cu mișcarea artistică deschisă la Sibiu de Franz Neuhauser la sfârșitul secolului al XIX-lea, și mai apoi de Theodor Glatz și Carl Dörschlag la începutul secolului al XX-lea. Cei patru au avut vocație creatoare, înțelepciune și efervescență de călăuze generoase cu orizonturi largi și talente didactice. Aceste atribute s-au manifestat în atelierul lui Mieß, fapt ce a determinat conturarea primelor elemente de exprimare ale curentului expresionist pe meleaguri transilvane. Ca promotori ai noilor idei de avangardă, artiștii care făceau parte din acest nucleu polemizau adeseori pe marginea esteticii tradiționale, formând în acest mod și un nou crez teoretic. Cu toate că atmosfera în care trăia era una novatoare, Friedrich Mieß nu părăsește propria viziune în arta picturii. Longevitatea sa, pictura de natură academică pe care o presta și toate meritele de care a beneficiat de-a lungul carierei au făcut ca artistul să fie admirat chiar și de reprezentanții noilor teorii, aceștia din urmă neexprimându-se niciodată defavorabil cu privire la pictura lui Mieß. El a rămas un exemplu de perseverență și un punct de referință estetică în peisajul artei ardelene a timpului.
Creator fervent, Friedrich Mieß a reprezentat o prezență importantă pe scena expozițională a timpului său. A expus lucrările sale la Brașov, Sibiu, București, Berlin, Budapesta și a atras atenția presei și mai ales a publicului. După expoziția din Sibiu din anul 1904, cronica de artă din Siebenbürgisch-Deutsches Tageblatt a remarcat sensibilitatea acuarelelor și talentul de desenator. După indiciile presei, publicului i-a plăcut în special pânzele „Grădină cu flori” și „Bucătărie italiană”. În septembrie 1905, Mieß participă la o expoziție în Brașov, unde expune 42 de lucrări în ulei și grafică, după ce în vară deschisese o expoziție la Școala de fete din Sibiu unde a prezentat publicului 31 de pânze. Între anii 1908 - 1911, participă la expoziții internaționale precum și la cele naționale din Budapesta. La toate acestea, amatorii de artă și specialiștii au avut aprecieri pozitive privind creațiile sale. În anul 1909 la Salonul Național de la Budapesta obține cu lucrarea „Fată citind” o medalie de aur și 2.000 de coroane premiu. În 1910, secondat de Arthur Coulin și Karl Ziegler a participat la Marea expoziție de la Berlin și în anul 1912 obține medalia de argint la Salonul Național de la București.

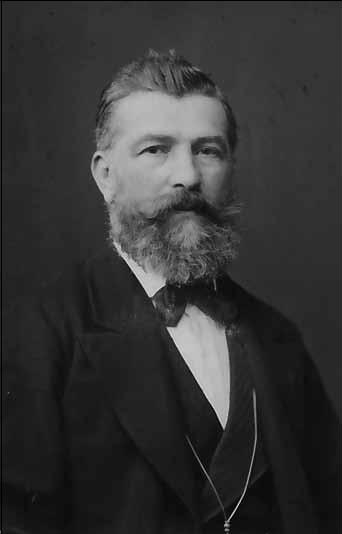
Tatăl lui Miess (1875)
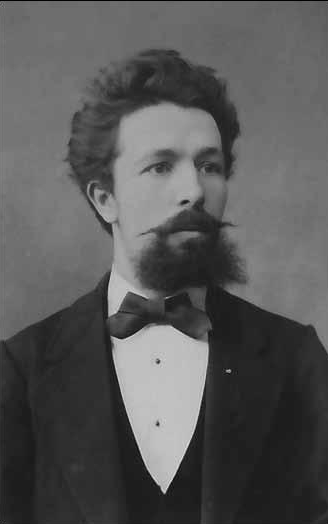
Fratele Ludwig Miess (1875)
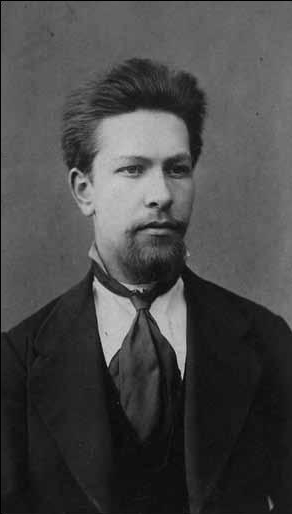
F. Miess (1875)
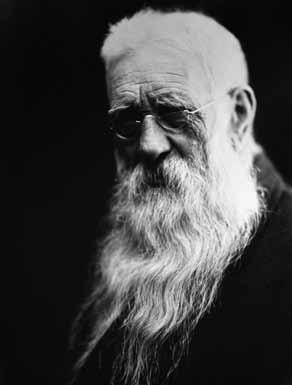
Friedrich Miess (1932)
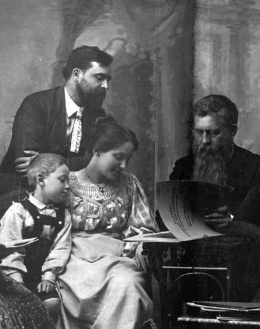
Fam. Coulin și Miess

Datorită popularității pe care a câștigat-o de-a lungul timpului, o mulțime de lucrări au fost publicate în revistele vremii, cum a fost Die Karpathen din Brașov. Astfel, s-au publicat: „Sub măslini”, „Româncă la biserică de Paște” (1901), „Cetatea din Rosenauer”, „La plimbare”, „Portretul unui copil” (1908), „Portretul lui Peter Lange von Burgenkron”, „Fată care aduce apă” (1909), „Român din Schei” (1910), „Bucătărie italiană” (1911) etc. Alături de pictori ardeleni, cum a fost Arthur Coulin, Friedrich Mieß a popularizat frumosul în artă și și-a sensibilizat  contemporanii în modul de a recepta creațiile artistice. Astfel, cu ocazia unei conferințe din anul 1908, el vorbește despre importanța frumosului în arhitectură și integrarea lui în mediul înconjurător.
În 1923, Otto Ot îi dedică un articol omagial cu ocazia împlinirii vârstei de 70 de ani în revista Klingsor. Otto Ot remarcă influența pe care Wilhelm Leibl a avut-o asupra lui Mieß.

## Portretistică

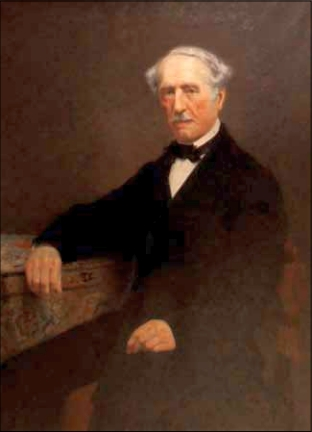
„Portretul lui Christian Mieß”

Pictura transilvăneană, nu se caracteriza printr-o încadrare riguroasă în curentele artei europene. Astfel, deschiderea accelerată spre influențele artistice venite din Europa centrală și de vest, a dus la suprapunerea de stiluri care păstrau trăsături vetuste mai specifice decât în cazul altor zone culturale sau geografice. Aceste motive duc la descoperirea în opera lui Mieß, atât a elementelor moderne cât și a trăsăturilor artei tradiționale. Friedrich Mieß se remarcă prin contribuția sa la evoluția picturii, cu predilecție în domeniul peisagisticii transilvănene, el impunându-se printr-un stil plin de claritate, cultivat, precum și prin modul cum a utilizat și a asimilat, fără să părăsească concepția academică, puternicele influențe ale impresionismului german. Concepția academică este prezentă în opera lui Friedrich Mieß prin portretele pe care le-a făcut. Ele afișează o atitudine obiectivă și care se îndepărtează de subiect, fiind similară cu portretistica germană a lui Franz von Lenbach, Wilhelm Leibl și Wilhelm Trübner. Ca exemple se pot da: „Portretul lui Peter Lange von Bungenhorn” (1896) (fondatorul Băncii de Economii din Brașov) și „Portretul lui Christian Mieß” (1896). Portretistica tradițională este caracterizată prin concentrarea privirii asupra figurii și asupra mâinilor, fapt ce duce indisolubil la surprinderea atitudinii și expresivității modelului. Poziția, demnitatea și sobrietatea personajului, fac ca analiza psihologică a subiectului să fie mai puțin exploatată. Implicat afectiv în realizarea operei sale, Mieß, a fost preocupat în permanență să redea toate detaliile fizionomice și să surprindă nota de spiritualitate care dă substanță și lumină unui portret.

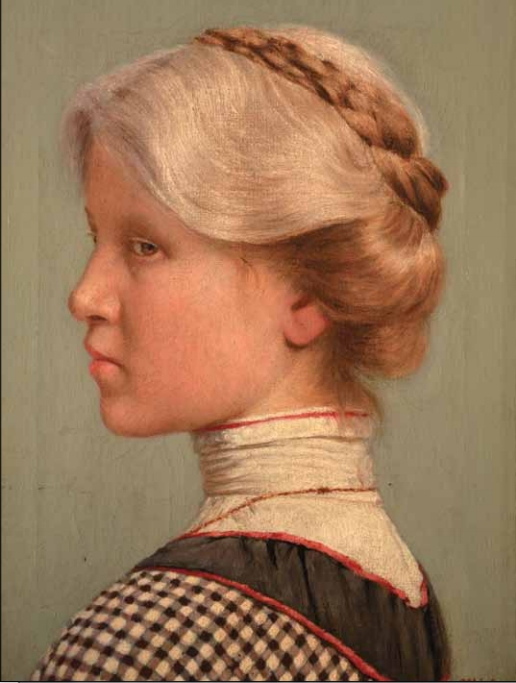
„Portret de fată”

Creativitatea lui Friedrich Mieß are adesea abordări care denotă o capacitate de prelucrare și receptare a modalităților moderne de expresie. Un exemplu în acest sens stă „Portretul de fată” în care transpare apropierea de decorativismul stilului Art Nouveau. Atenția și cucernicia cu care sunt tratate elementele, reprezentarea plină de simț al tactilității cum sunt: senzualitatea discretă a gurii, frăgezimea pielii, moliciunea catifelei și strălucirea părului, sunt demne de marii maeștrii. Tonurile luminoase afișate de cromatica veselă, accentuează prospețimea lucrării în ansamblu. Trăsăturile copilăroase și delicate ale fetiței, sunt realizate genial, cu duioșie și sensibilitate. Accentuarea fațetei decorative a lucrării este făcută prin renunțarea la fondul tradițional cu nuanțe terne de brunuri. Mieß abordează în acest caz o suprafață verde oliv care scoate în evidență, magistral, nuanțele de roșu existente în lucrare.
Plasarea portretului în cadrul unui peisaj, a fost o altă modalitate a lui Friedrich Mieß de abordare a execuției unui portret. Această metodă a fost utilizată cu succes de artiștii secolului al XVIII-lea, metodă care-și are sorgintea în rococo-ul franțuzesc și în pictura engleză a epocii. În Transilvania, pentru prima oară a fost folosită de către Johann Martin Stock, ea fiind preluată și de către Franz Neuhauser. Folosind ideea panteistă răspândită la sfârșitul secolului al XIX-lea, a naturii atotcuprinzătoare în care omul se autoinclude cu naturalețe, artiștii de la cumpăna veacurilor XIX și XX au folosit frecvent o astfel de abordare. Friedrich Mieß pictează în anul 1890 o pânză de mari dimensiuni intitulată „Femeie în grădină”. Tematica lucrării are o trăsătură generală numită decorativism, elementele florale fiind omniprezente cu valențe aluzive la profilul frumuseții feminine, atrăgătoare, sclipitoare dar efemeră.

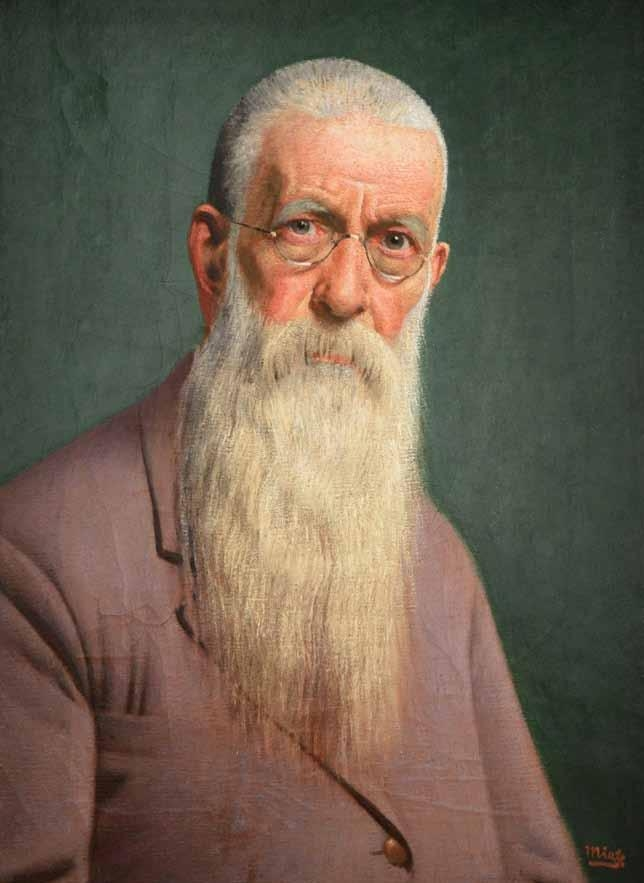
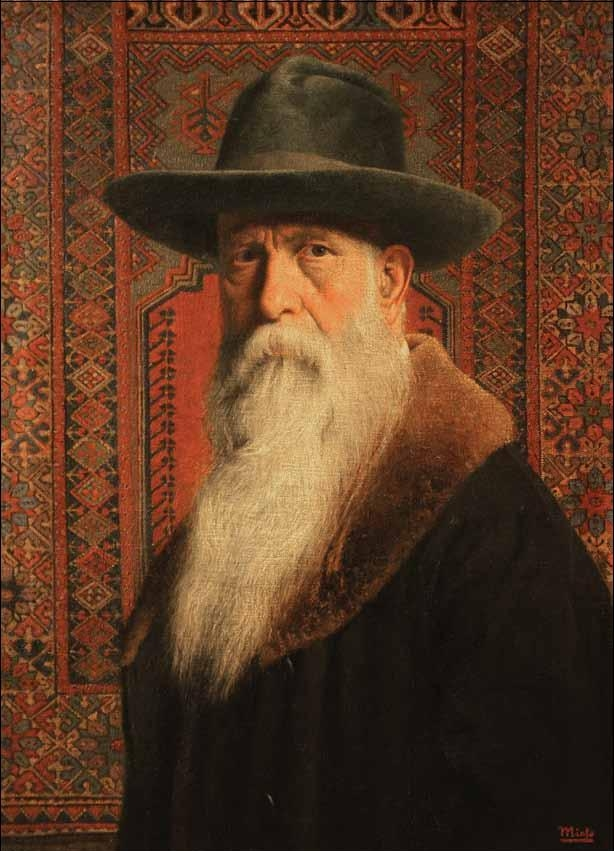
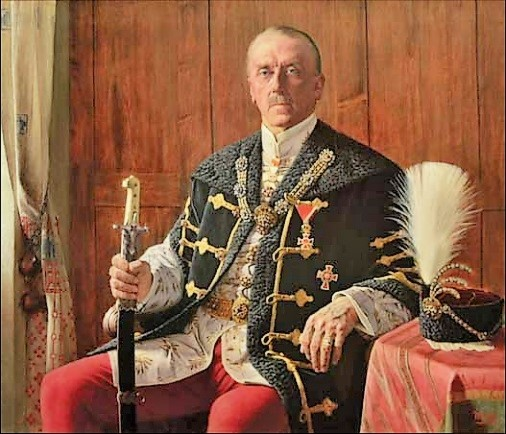
Ottokar Czernin
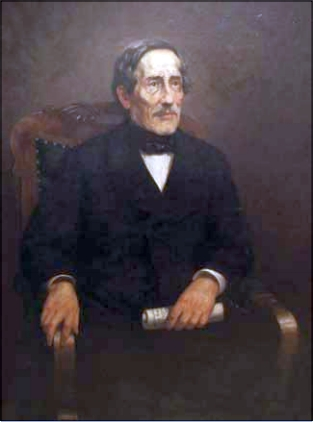
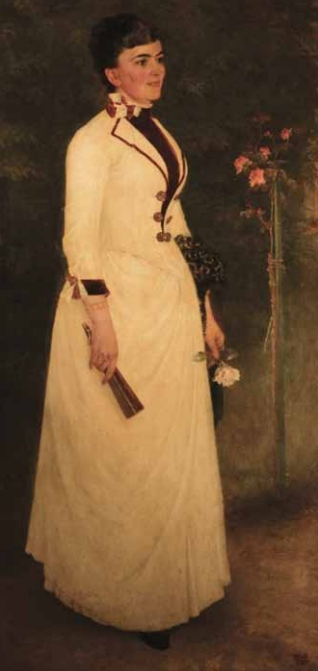

Plasarea modelului feminin în peisaj este prezent în această perioadă în opera multor pictori care au abordat o varietate compozițională și o simbolistică afirmată sau doar sugerată, de multe ori încadrată într-o explozie adevărată, decorativă. Ca exponenți ai unui astfel mod de exprimare sunt Karoly Lotz, Gyula Benczur, Ernst Stöhr, Lovis Corinth, Ferdinand Hodler, Franz von Stuck, Károly Ferenczy și Béla Iványi Grünwald. Alte portrete feminine, celebre, realizate de Friedrich Mieß sunt: „Portret de femeie în port săsesc” și  „Fată care aduce apă” care a fost publicat pentru prima oară în revista Die Karpathen, din 1909. Preocuparea artiștilor din Transilvania pentru redarea costumului popular tradițional a fost frecventă. Astfel, pot fi amintiți maeștrii: Robert Wellmann cu „Gătirea unei tinere săsoaice”, Arthur Coulin cu „Femei din Țara Bârsei”, Octavian Smigelschi cu „Lina cu mărgele”, și Béla Iványi Grünwald cu „Rugăciune”

## Peisagistică

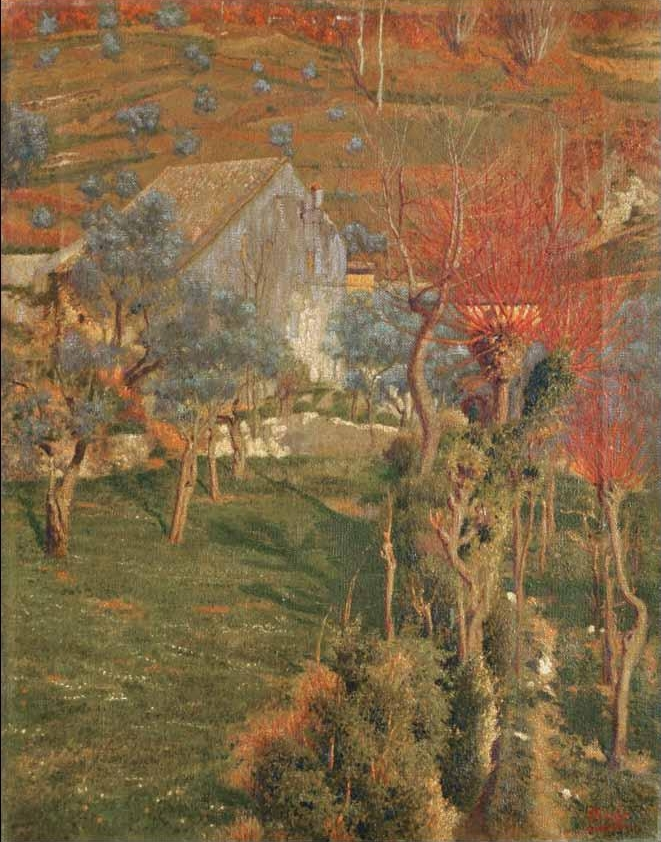
Peisaj din Cervara

În perioada cât a vizitat Italia, 1890 - 1891, și mai ales cât a stat la studii la Cervara di Roma, între anii 1894 - 1896, Friedrich Mieß a descoperit peisajul și lumina meleagurilor italiene, elemente care se vor regăsi în toată creația sa. Din acești ani este consemnată pictura de interior „Bucătărie italiană”, care amintește de operele maeștrilor flamanzi ai secolelor al XVII-lea și al XVIII-lea. Cu toate că, lucrarea are probleme serioase de conservare, ea fiind în mare parte deteriorată prin căderi masive de vopsea, ea păstrează încă strălucirea luminii flăcărilor în sobă precum și reflexia lor pe silueta femeii și a pereților interiori ai camerei. Deși tematica impune o minuțiozitate deosebită prin explicitarea detaliului, atenția artistului a rămas concentrată pe captarea efectelor lumii calde în întunericul camerei. Subiectul tabloului este unul rar întâlnit în iconografia transilvăneană, el dovedind că Mieß a abordat și teme mai puțin prezente în spațiul ardelenesc, tocmai prin încercările sale novatoare în domeniul limbajului plastic și al tematicii. Muzeul Brukenthal prin colecțiile sale, are tablouri care surprind prin ineditul abordării soluției compoziționale precum și al subiectului propus. Vezi în acest sens, la muzeul sibian lucrările lui Mieß intitulate: „Nud cu pălărie într-un interior” și „Doi câini într-un interior”.
De necontestat rămâne faptul că cele mai mari succese ale lui  Friedrich Mieß au fost lucrările care aparțin peisagisticii. Se constată în analiza lor o căutare a echilibrului, calmului și stabilității, elemente strict necesare rigorilor lui academice. Pânza intitulată „Peisaj” are în realizarea sa o recuzită care baleiază de la realismul deprins în perioada studiilor, până la impresionismul care apare în mod firesc. Cromatica vie cu jocuri de lumină executate cu pigment galben, verde blând și ocru precum și apropierea de natură sunt elementele forte care se remarcă și în pânza „Peisajul din Brașov” La acest tablou surprinde aspectul tușei, spontane, surte, chiar păstoasă pe alocuri.
Tabloul „Toamna”, care a fost achiziționat de la o expoziție personală a lui Friedrich Mieß în anul 1932, este pictat preferând culoarea caldă, saturată, specifică școlii romantice. Chiar dacă compoziția este riguroasă, linia sigură și desenul clar, perspectiva este sugerată prin succesiuni de pete de lumină. Lumina aduce modernitate lucrării și tot ea este dovada că Friedrich Mieß  a încercat să aplice și să înțeleagă canoanele peisagisticii moderne. Achiziționând această operă, Muzeul Brukenthal s-a îmbogățit cu o piesă deosebită.
Dintre toate peisajele lui  Mieß, aflate la Muzeul Brukenthal, cel mai frumos este „Peisaj din Cervara”, deși motivul poate fi recunoscut cu ușurință, contururile fiind discrete. Acest peisaj este o pictură realizată în perioada în care artistul a fost în Italia, lucrarea fiind remarcabilă prin cromatica sa elegantă, pentru perspectiva și compoziția de o certă inspirație, totul derulându-se ochilor prin armonii de verde și ocru, cu discrete accente de roșu vermillon. Prin modul de amplasare a tușelor scurte, prin exploatarea luminii se poate observa cum Friedrich Mieß a prelucrat și asimilat din peisagistica germană, mai ales din operele pictorilor Max Liebermann și Fritz von Uhde.

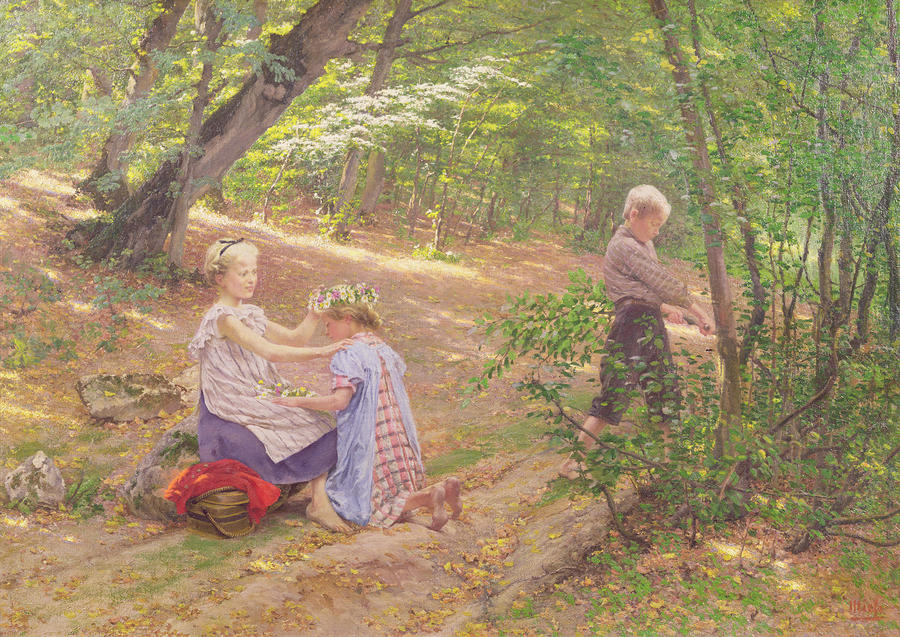
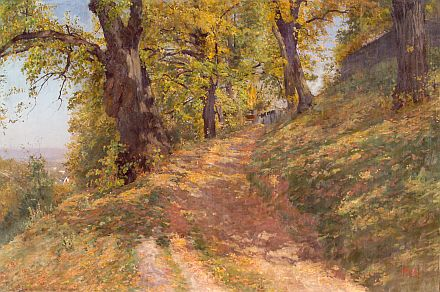
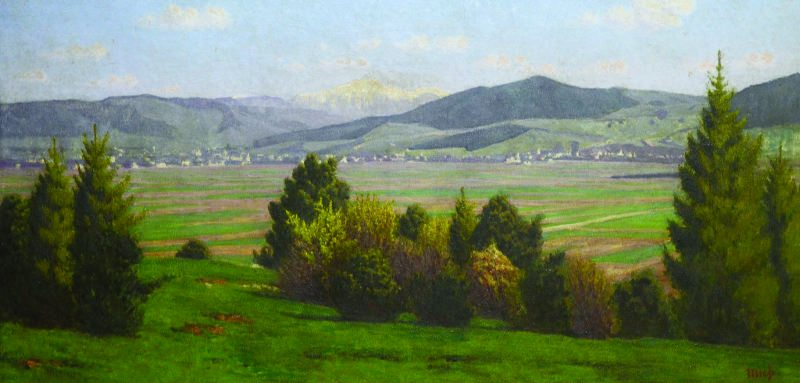
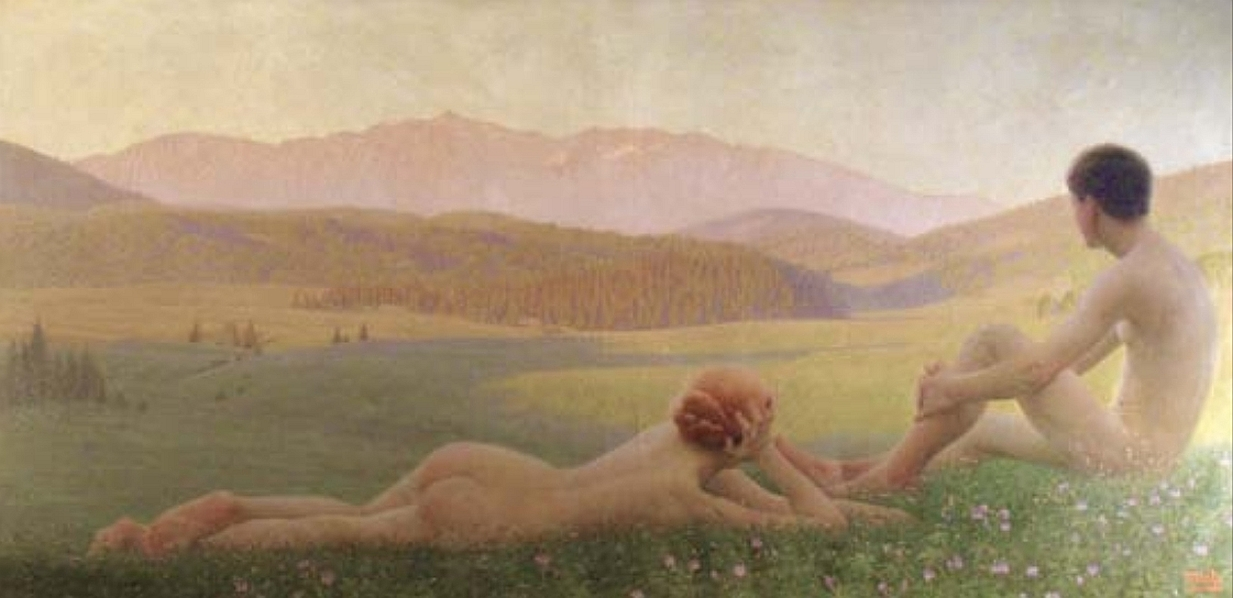
Primăvara
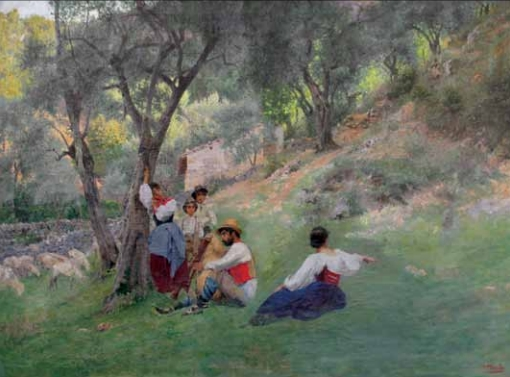
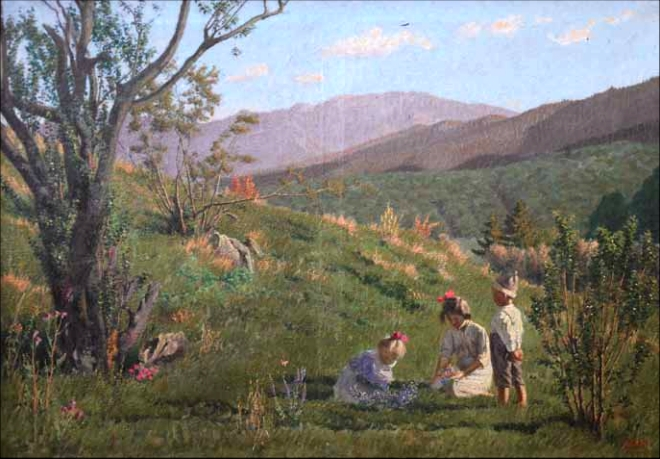
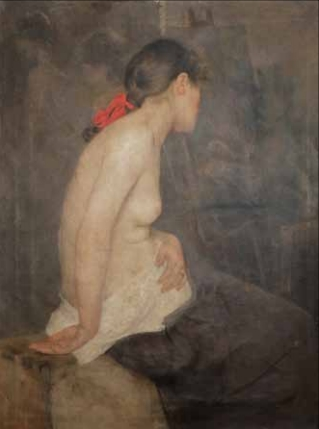
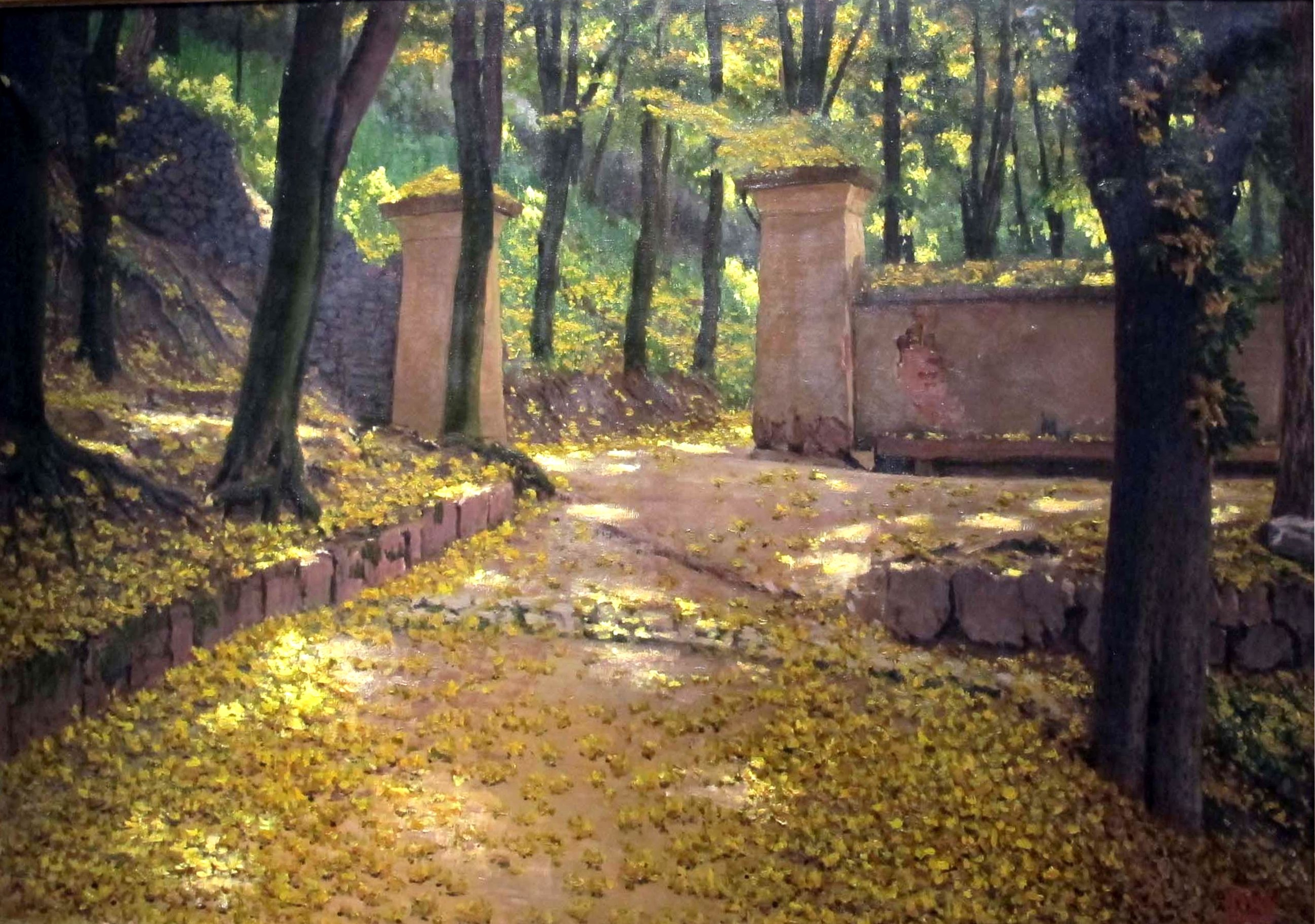
Toamna
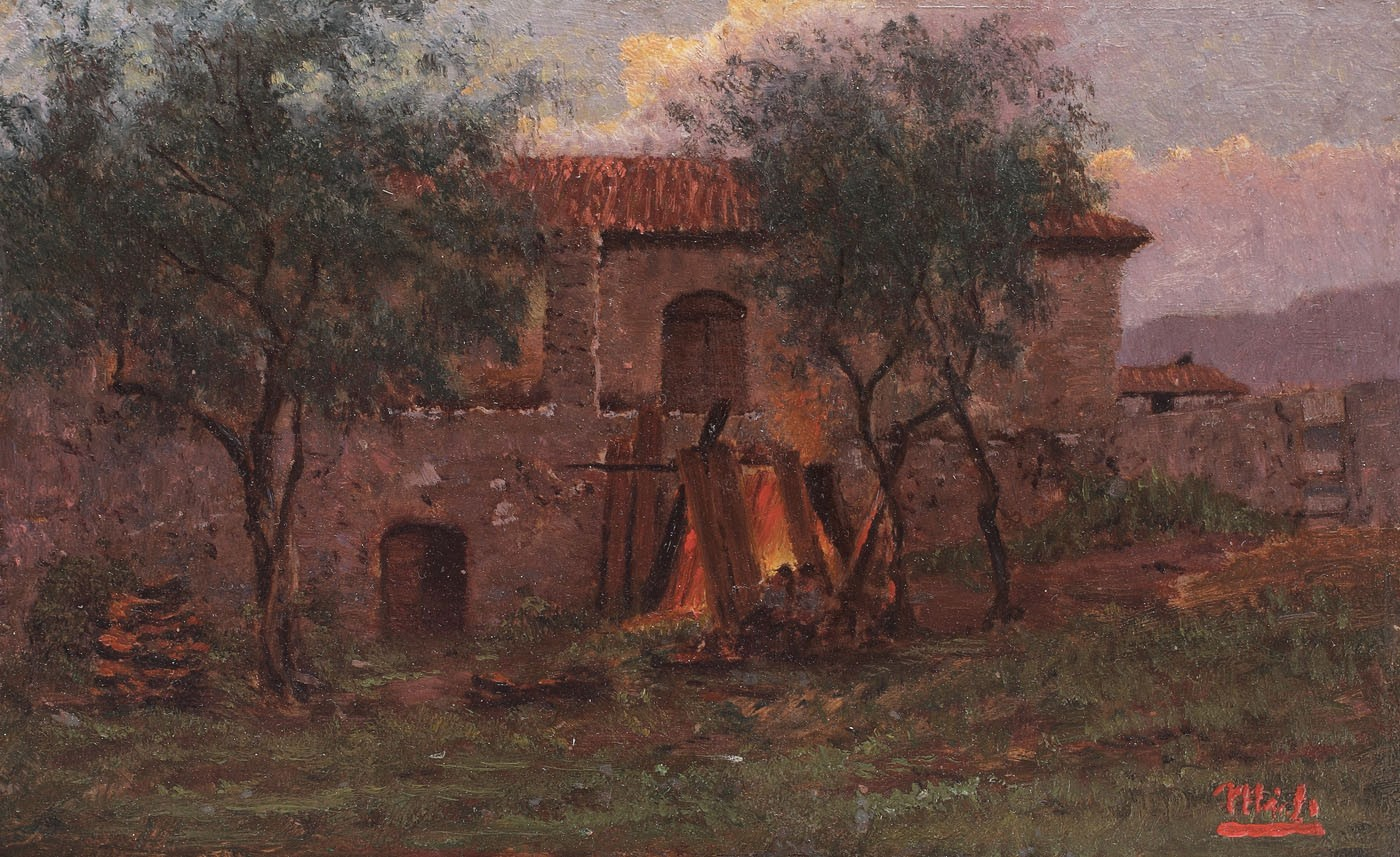

## Grafică de carte
Friedrich Mieß a ilustrat cinci cărți publicate de către Wilhelm Morres începând cu anul 1898. Subiectul acestora era legat de istoria și tradițiile sașilor transilvăneni, ele au fost publicate în cadrul colecției „Biblioteca săsească a poporului și tinerilor”, colecție inițiată de către librarul Heinrich Zeidner. Toate ilustrațiile au fost create narativ descriptive, ele reprezentând personalități ca Michael Weiss, Johannes Honterus sau Markus Pempflinger precum și episoade istorice  în stil realist, dar care rămâne tributar istorismului și romantismului. Aceste cărți sunt:
- Wilhelm Morres, Stephan Ludwig Roth, der Volksfreund und Held im Pfarrerrock. Ein sächsisches Lebensbild aus der ersten Hälfte dieses Jahrhunderts, Brașov / Kronstadt, Heinrich Zeidner (H. Zeidner`s sächsische Volks- und Jugendbibliothek), 1898
- Wilhelm Morres, Johannes Honterus der Reformator des Siebenbürger Sachsenlandes, Brașov / Kronstadt, Heinrich Zeidner (H. Zeidner`s sächsische Volks- und Jugendbibliothek), 1898
- Wilhelm Morres, Der Sachsengraf Markus Pempflinger oder deutsche Treue. Geschichtliche Erzählung aus der Reformationszeit, Brașov / Kronstadt, Heinrich Zeidner (H. Zeidner`s sächsische Volks- und Jugendbibliothek), 1898
- Wilhelm Morres, Michael Weiss, der Stadtrichter von Kronstadt / Kronstadt, Heinrich Zeidner (H. Zeidner`s sächsische Volks- und Jugendbibliothek), 1898
- Wilhelm Morres, Die deutschen Ritter im Burzenlande. Eine Erzählung aus der Zeit der Sachseneinwanderung in Siebenbürgen, Brașov / Kronstadt, Heinrich Zeidner (H. Zeidner`s sächsische Volks- und Jugendbibliothek), 1900

Friedrich Mieß a realizat și o vinietă care relevă un peisaj din Brașov, văzut de pe Coasta Vacilor. Această vinietă a decorat o scrisoare trimisă de Comitatul Brașov împăratului de la Viena.

## Biografie cronologică

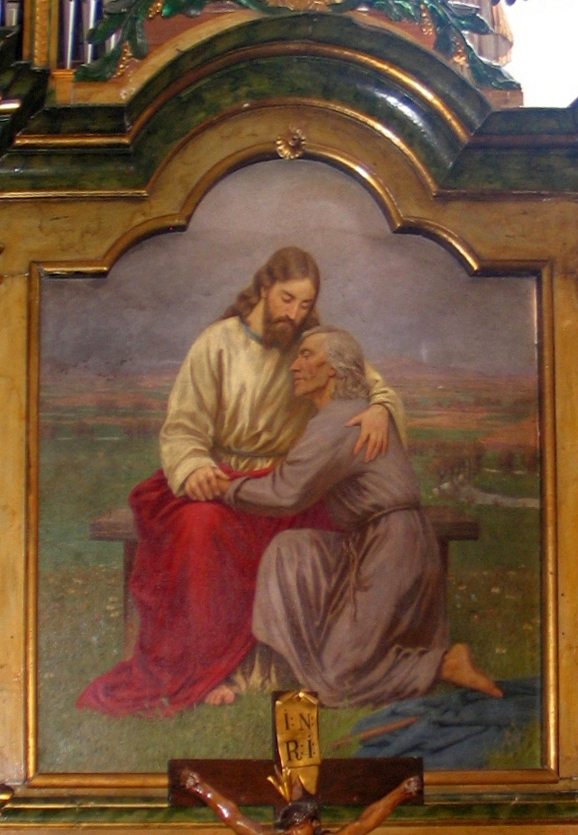
Tabloul de altar al Bisericii fortificate din Feldioara. Lucrarea prezintă scena vindecării leprosului de către Isus

Rudolf Friedrich Mieß se naște la Brașov la 21 august 1854, ca  fiu al lui Christian Friedrich Mieß, fabricant de textile, și al Josephei Friederike, născută Teutsch.
- 1871—termină Școala Reală din Brașov.
- 1871 -- 1873 - Urmează cursurile Academiei de Comerț din Viena.
- 1873 -- 1883 - Împreună cu Ludwig Mieß, fratele său mai mare, deschide un magazin de pielărie la Brașov (1876).
- 1883 -- 1885 - Urmează cursurile Academiei de Arte Frumoase din Viena.
- 1885 -- 1889 - Urmează cursurile Academiei Regale de Arte Frumoase din München avându-i ca profesori pe Gabriel von Hackl, Johann Caspar Herterich și Ludwig von Löfftz.
- 1889—Călătorește în Muntenegru.
- 1889 -- 1890 - Se întoarce în orașul Brașov și participă la a doua expoziție anuală de artă autohtonă de la Sibiu (1889). Participă în anul următor la a treia expoziție anuală de artă autohtonă de la Sibiu.
- 1890 -- 1891 - Vizitează Italia.
- 1892 -- 1894 - Pictează la Veneția și se stabilește pentru doi ani la Roma.
- 1894—Se întoarce și se stabilește pentru totdeauna la Brașov.
- 1895 -- 1897 - Face scurte călătorii în Italia.
- 1898—În cadrul expozițiilor de la Casa Negustorilor, fosta casă Hirscher din Brașov, expune sub egida Asociației Meseriașilor. Ilustrează cărțile lui Wilhelm Morres: „Stephan Ludwig Roth, der Volksfreund und Held im Pfarrerrock. Ein sächsisches Lebensbild aus der ersten Hälfte dieses Jahrhunderts”, „Johannes Honterus der Reformator des Siebenbürger Sachsenlandes”, „Der Sachsengraf Markus Pempflinger oder deutsche Treue. Geschichtliche Erzählung aus der Reformationszeit”, „Michael Weiss, der Stadtrichter von Kronstadt”, Brașov, Heinrich Zeidner (H. Zeidner`s sächsische Volks- und Jugendbibliothek), 1898.
- 1900—Ilustrează în continuare pentru Wilhelm Morres: „Die deutschen Ritter im Burzenlande. Eine Erzählung aus der Zeit der Sachseneinwanderung in Siebenbürgen”, Brașov, Heinrich Zeidner (H. Zeidner`s sächsische Volks-und Jugendbibliothek), 1900.
- 1903 -- 1906 - Organizează cursuri de desen după nud în atelierul său din Brașov.
- 1905—Deschide expoziții la Sibiu și Brașov din cadrul „Asociației Sebastian Hann”.
- 1906—Pictează pe fațada clădirii Băncii Naționale Săsești din Brașov, medalionul înfățișând-o pe Apollonia Hirscher.
- 1906 -- 1907 - Expune  la Sibiu, la expozițiile organizate de către „Asociația Sebastian Hann” cu ocazia sărbătoririi Crăciunului.
- 1908—Deschide expoziție personală la Sighișoara.
- 1908 -- 1911 - Expune la Saloanele Naționale și expozițiile internaționale organizate la Budapesta.
- 1909—Pictează tabloul de altar al Bisericii fortificate din Feldioara. Pleacă în Italia.
- 1910—Expune la Marea expoziție de artă de la Berlin și la expoziția organizată de „Asociația Sebastian Hann” la Sighișoara.[47]
- 1911 -- 1912 - Participă la Expoziția de iarnă de la Budapesta.
- 1912—Expune în cadrul expoziției organizată la Salonul Oficial de la București. Cu această ocazie primește Medalia de argint pentru lucrarea Româncă în biserică.
- 1914—La invitația lui Robert Wellmann stă două luni și jumătate la Villa Maddalena din Cervara di Roma.
- 1917—Expune la Salonul Național de la Budapesta și este medaliat cu Medalia de aur cu lucrarea Primăvara (Dimineața).
- 1919—Deschide expoziție personală la Brașov, organizată sub egida societății „Das Ziel”.
- 1924—Călătorește în Italia, unde îl vizitează la Cervara di Roma pe pictorul Robert Welmann. Expune la prima expoziție a revistei Klingsor organizată la Brașov. Deschide expoziție la Școala Evanghelică de Fete din Brașov cu prilejul împlinirii vârstei de 70 de ani.
- 1930—Face expoziție de grup la Sibiu, împreună cu artiști brașoveni, cu prilejul zilelor asociațiilor săsești.
- 1932—Deschide expoziție la Muzeul Brukenthal din Sibiu. Lucrarea Toamna este cumpărată pentru colecția de artă transilvăneană a muzeului Brukenthal.
- 1935—Moare în data de 28 mai.
- 1941 -- 1942 - Lucrările sale se regăsesc în Expoziția artiștilor germani din România, deschisă în Germania.
- 1994—Lucrările sale sunt expuse în expoziția „Arta germană din Transilvania în secolele XV-XX”, Muzeul Național Brukenthal Sibiu.
- 2004—Se deschide expoziția aniversară la Muzeul de Artă Brașov, organizată în colaborare cu Muzeul Național Brukenthal Sibiu.
- 2007—Muzeul Național Brukenthal Sibiu deschide expozițiile „Confluențe. Repere europene în arta transilvăneană” și „Pictori din Transilvania în centre artistice din Transilvania”, unde lucrările lui Mieß au fost admirate de către publicul admirator de artă.
- 2011—Lucrările sale sunt expuse în expoziția „Arta germană din Transilvania în colecția Muzeului de Artă Brașov”.
- 2014—Are loc expoziția retrospectivă Friedrich Mieß la Muzeul de Artă din Brașov.

## Colecționarul Werner Horvath

Werner Horvath cel care a făcut posibilă recuperarea operei lui Friedrich Mieß

Werner Horvath (1918-1999) s-a născut în familia lui Rudolf Horvath de fabricanți, tatăl din Codlea și mama din Brașov, la care pictorul Friedrich Mieß le-a făcut mai multe portrete. Datorită mamei sale care era nepoata lui Mieß, tinerețea sa a fost marcată atât de muzică și simțul pentru frumos cât și de rigoarea tradițională de tip protestant săsească. Friedrich Mieß se refugia adeseori din tumultul orașului Brașov la casa lui Horvath din Codlea unde a creat o mulțime de peisaje pictate de cele mai multe ori pe cartoane pătrate care proveneau de la cutiile pălăriilor pe care le făcea cadou gazdelor. Werner Horvath i-a păstrat lui Mieß („unchiul Fritz“) o vie amintire datorită firii prietenoase, reținute și nobile a acestuia.
În perioada anilor 1927 - 1937,  Werner a urmat cursurile Gimnaziului Honterus, după care și-a însușit meseria de tâmplar la „Prima Fabrică maghiară de Unelte“ (integrată ulterior în întreprinderea „Măgura Codlea“) din orașul Codlea pe care a înființat-o bunicul său. După absolvirea acesteia la sugestia tatălui său a urmat cursurile Școlii Tehnice de Prelucrarea Lemnului din Rosenheim, pe care a terminat-o cu titulatura de tehnician al lemnului, șef de promoție.
La moartea lui Rudolf Horvath care s-a petrecut în anul 1941, Werner preia conducerea fabricii, după care este recrutat și luptă în cadrul Armatei Române în cel de al doilea război mondial până în anul 1944 când este rănit și se întoarce în Brașov. La sfaturile mamei sale, pentru a nu cădea în mâinile Armatei Roșii se refugiază în Germania. Neadaptându-se acolo, rămânând mereu bârsan și sas, Werner Horvath devine un peregrin al cărui scop în viață este opera lui Friedrich Mieß. Astfel, începând din anul 1956 a adunat toate manuscrisele și materialele publicate de către unchiul său și a recuperat o mulțime de lucrări de pictură ale acestuia.  A întreprins o amplă activitate de documentară, făcând peste douăzeci de călătorii în Transilvania, în Sibiu, Brașov, Bod, Codlea și Prejmer, dar și în Germania, a făcut fotografii ale tablourilor lui Mieß cu aparatură profesională în vederea pregătirii unui tipar de reproduceri de artă. O dată cu instalarea regimului comunist din România, Friedrich Miess  ca și opera sa au fost identificați ca aparținători ai clasei exploatatoare și implicit era considerat indezirabil. Accesul la arhive era îngreunat și colaborarea cu muzeele era de neimaginat. În plus de acestea, efectele războiului au făcut ca multe din documente și lucrări să dispară. Ca și când totul n-ar fi fost de ajuns, Leontine Mieß, bunica sa, a aruncat în sobă după decesul artistului o mulțime de desene de nuduri considerându-le necuviincioase.
Pe parcursul a peste cinci decenii de muncă, Werner Horvath a constituit documentația Friedrich Mieß care este compusă din fotografii, schițe, scrisori originale, articole de ziar, documente audio, publicații jubiliare precum și diverse caracterizări făcute de contemporani. Colaborând cu un alt nepot al artistului, Walter Myss, istoric de artă la Innsbruck, a purtat corespondență în vederea editării unei monografii despre Friedrich Mieß care nu s-a materializat din cauza riscurilor economice de editare în discordanță cu interesul restrâns al publicului.
Proiectul lui Werner Horvath nu s-a realizat în timpul vieții sale, dar Muzeul de Artă Brașov a dedicat operei lui Friedrich Mieß în anul 2014, o expoziție și un catalog cu caracter monografic care are ca fundament materialele și documentația întocmită de Werner Horvath.